# تشارلي تشابلن الابن
تشارلز سبنسر شابلن الابن. (بالإنجليزية: Charles Spencer Chaplin, Jr)‏ (مواليد 5 مايو 1925 - وفيات 20 مارس 1968 ) ممثل أمريكي وهو ابن الممثل المعروف تشارلي تشابلن من زوجته ليتا غراي .

## روابط خارجية
- تشارلي تشابلن الابن على موقع IMDb (الإنجليزية)
- تشارلي تشابلن الابن على موقع قاعدة بيانات برودواي على الإنترنت (الإنجليزية)
- تشارلي تشابلن الابن على موقع قاعدة بيانات الفيلم (الإنجليزية)